# Limnophora cheesmanae
Limnophora cheesmanae este o specie de muște din genul Limnophora, familia Muscidae, descrisă de Malloch în anul 1929. Conform Catalogue of Life specia Limnophora cheesmanae nu are subspecii cunoscute.